# 東京ブギウギ
「東京ブギウギ」（とうきょうブギウギ）は鈴木勝作詞、服部良一作曲による日本のポピュラー音楽（歌謡曲）。1947年に発表され、笠置シヅ子の歌唱によりヒットした。「リンゴの唄」「青い山脈」などと並び、終戦から復興に向かう日本を象徴する流行歌として知られる楽曲である。

## 概要
作曲した服部は、電車に乗っている時レールのジョイントの音とつり革が網棚のふちに当たる音からメロディを思いつき、急ぎ駅を降り飛び込んだ喫茶店のナプキンに書いた。ただし、小川寛興の証言では、楽譜を紛失した服部が記憶をもとに書き直したものとしている。なお、笠置の吹き込み時にはスタジオに米軍関係者も詰めかけ、彼らの声援の中大乗りの雰囲気で行われた。
「東京ブギウギ」のヒットは、笠置が1947年10月14日から翌月まで公演を行っていた「踊る漫画祭・浦島再び竜宮へ行く」（日劇）の挿入歌として歌われたことがきっかけとされている。ただし、この曲が最初に歌われたのはそれ以前の9月、大阪の梅田劇場（現・HEP）でのことであった。
1948年の正月映画（1947年12月公開）『春の饗宴』に笠置が出演して劇中で歌い、3月の『日劇ショー 東京ブギウギ』で大ヒットとなった。このあと「北海ブギウギ」・「大阪ブギウギ」・「名古屋ブギウギ」などご当地ブギが作られた。当時の日本では、歌手は直立不動で歌うのが通例であったが、笠置は舞台上をダイナミックに動き回りながら歌い踊っており、その姿は戦後の解放的な気分の反映であるとされた。
1955年、笠置本人により再録音された。このセルフリメイク盤は1974年にステレオ音源化された。なお、アメリカでもColumbiaから笠置シヅ子が歌ったものが、Tokyo Columbia Orchestra名義で45回転のシングルレコード（レコード番号Columbia 4-39954）として発売されている。
発売当時のレコード売上は27万枚を記録し、1968年時点での「東京ブギウギ」累計売上は70万枚。日本音楽著作権協会（JASRAC）の著作権使用料分配額（国内作品）ランキングでは、2012年度と2013年度の2年連続で年間4位、2014年度の年間5位、2015年度の年間8位と4年連続でトップ10入りを記録した。
NHK紅白歌合戦では、1953年の第4回に笠置が出演して歌唱。1993年の第44回では「服部良一メドレー・紅白バージョン」の一節で少年隊が、2005年の第56回で松浦亜弥が本楽曲を歌唱した。
1976年に公開された映画『犬神家の一族』の劇中で本楽曲が流れるシーンがある。

## カバー
この楽曲は、美空ひばりや雪村いづみを始め、石川さゆりやUNICORNなど多くの歌手やミュージシャン、楽団等によってカバーされ続けており、1980年代には少年隊がTVやコンサートにおいてカバー、1988年には中森明菜が全国コンサート・ツアー（ライブ・ビデオ発売）においてカバー、1990年代前半にはTOKIOが「TOKIOブギ」の曲名でTVやコンサートにおいてカバーした。また、Jリーグ・FC東京の試合において、得点後にサポーターによっても歌われている。

### 平成以降に音源化したアーティスト
- ユニコーン - 1990年12月1日リリースのミニアルバム『ハヴァナイスデー』に収録。
- 村本玲奈 - 1996年9月2日リリースのアルバム『Reyna』に英語ヴァージョンを収録。
- スターダストレビュー - 2000年3月15日リリースのアルバム『STARS』に収録。
- 庄野真代 with 浜田山〜ず - 2001年12月21日リリースのアルバム『Time Traveller vol.1～時代の夜汽車～』に収録。
- 水瀬あやこ - 2006年6月7日にシングル（マキシシングル）をリリース。
- 福山雅治 - 2007年10月17日リリースのアルバム『服部良一 〜生誕100周年記念トリビュート・アルバム〜』に収録。
- 八代亜紀 - 2008年5月21日リリースのシングル（マキシシングル）「東京音頭 〜Remixed by J.P.〜」にカップリング曲として収録。
- 氷川きよし - 2009年3月20日リリースのアルバム『氷川きよし・演歌名曲コレクション10〜浪曲一代〜』に収録。
- 三瓶由布子 - 2009年7月8日リリースのアルバム『夏のあらし! キャラクターソングアルバム 歌声喫茶方舟』に収録。アニメ『夏のあらし!』の挿入歌。
- 石原詢子 - 2013年7月3日リリースのシングル「さよなら酒」のカップリング、2013年10月23日リリースのアルバム『我がこころの愛唱歌〜夢と希望に満ちてたあの時代〜』、2014年11月10日リリースのCD-BOX『石原詢子 時代のうた』に収録。
- 渡辺美里（Duet with 世良公則 ）- 2023年5月3日リリースのアルバム『うたの木Face to Face』に収録[注釈 3]。

### CM曲
- 2001年、派生曲として「上海ブギウギ」の曲名でサントリー烏龍茶のCMソングとして中国語でカバーされ、2003年発売のコラボレーションアルバム『烏龍歌集【チャイ】サントリーウーロン茶CMソングコレクション』と、aminのアルバム『百合花』に収録された。
- 2011年、アサヒビールが商品“クリアアサヒ”のCMソングに起用。トータス松本が原曲のサビの部分を替え歌にして"「東京ブギウギ」クリア アサヒVer."としてカバーした[13]。後に“クリアアサヒのテーマソング「クリアブギウギ」"となり[14][15]、現在も引き続き使用されているが、あくまでもサビ部分だけの楽曲で、2024年1月末現在においてCD等の音源化はされていない。

### 変則リメイク
1977年3月、変則リメイクとしてRVC株式会社から『東京ズキズキ娘』（歌：長良いづみ）が発売された。作詞は長沢ローのオリジナルだが、各番の前半は本曲から流用し、中盤・後半は泉八汐のオリジナルだった。なおこの曲には作曲名に「服部良一」もクレジットされた。

## リバイバル
2022年6月24日、NHKは令和5年度後期（2023年10月 - 2024年3月）の連続テレビ小説が、笠置をモデルにした『ブギウギ』に決まったと発表した。この発表以来、笠置や代表曲である本楽曲や「買物ブギー」など、またその作者である音楽家・服部良一に注目が集まるようになり、関連のカバー曲やリメイク曲、リマスター盤が多数発表された。

2023年4月19日、夏木マリがデビュー50周年記念として本楽曲のカバー曲「TOKYO JUNK BOOGIE(トウキョウ・ジャンク・ブギー)」を、日本コロムビアからアナログの7インチシングルEP盤でリリースした。日本コロムビアは5月に特設ホームページ「笠置シヅ子とブギウギの時代」と、同名のYouTubeチャンネルを開設し、7月19日には今まで音源が見つからずにCD化されていなかった「北海ブギウギ」、幻のデビュー曲「恋のステップ」を収録した2枚組アルバムCD『笠置シヅ子の世界 〜東京ブギウギ〜』をリリースした。

10月2日、ドラマ『ブギウギ』が放送開始となり、女優の趣里演じる主人公“福来スズ子”がステージで「東京ブギウギ」を歌唱するシーンから物語がスタートした。同日にはYouTubeのNHK公式チャンネルでそのシーンの動画が公開され、10月4日には、カップリング曲に“福来スズ子（趣里）”が歌う「東京ブギウギ」を収録した同ドラマの主題歌「ハッピー☆ブギ」（配信限定シングル）がリリースされた。
10月11日、1955年の笠置本人の再録音盤をベースに再編集・リミックス化した「東京ブギウギ Boogie Woogie Age Re-edit & Remix（とうきょうブギウギ ブギ・ウギ・エイジ・リエディット・アンド・リミックス）」（配信限定シングル）がリリースされ、ミュージックビデオも同時公開された。
10月31日、NHK大阪ホールから公開生中継された『わが心の大阪メロディー』において、ドラマとのコラボコーナーで伊原六花、翼和希・OSK日本歌劇団によって、主題歌「ハッピー☆ブギ」とメドレーで歌唱された。
11月22日、笠置がコロムビアからリリースした全音源を集めた配信アルバム『笠置シヅ子完全盤』がリリースされ、本楽曲をはじめ新たに音源が見つかった｢大島ブギー」を含むタイトルに｢ブギ｣の付く作品全17曲が収録された。
12月13日、同ドラマの劇中歌を集めたミニアルバム『福来スズ子傑作集』がリリース。１曲目に本楽曲が収録された。
12月27日、陸上自衛隊中央音楽隊 鶫真衣による配信限定シングルがリリースされた。
2024年1月24日、1948年に発売された笠置のオリジナル音源をはじめ、雪村いづみ（アルバム『スーパー・ジェネレイション』より）や八代亜紀、美空ひばりなどのボーカル音源と、ギタリスト角田孝、大橋節夫のハワイアンなどのインストバージョンも含む全22バージョンの「東京ブギウギ」を収録したコンピレーションCD『東京ブギウギ100％』がリリースされた。
2月9日、ドラマ『ブギウギ』（第91回）劇中で福来スズ子の「東京ブギウギ」がお披露目された。これに沿ってYouTubeの公式チャンネルでフルコーラスの動画が公開された。